# Форматування диска

Структура диска:
(A) доріжка
(B) геометричний сектор
(C) сектор доріжки
(D) кластер

Форматува́ння (англ. formatting) — процедура створення певних структур, або особливе їх представлення (наприклад, форматування тексту). Частіше значення слова використовується для порожньої файлової системи вказаного типу — розподіл доріжок магнітного диска (дискети, твердого диска) чи іншого носія інформації (наприклад, SSD чи флеш-накопичувача, CD, DVD, Bluray) на фізичні чи логічні записи, що виконується перед першим використанням диска. Форматування, при цьому супроводжується втратою даних, якщо були дані що зберігались у розділі, який форматується.
Суть форматування — створення (формування) структур доступу до даних, наприклад, структур файлової системи. Після цього можливість прямого доступу до інформації, попередньо записаної на носії, втрачається, частина її безповоротно знищується. Деякі програмні утиліти дають можливість відновити деяку (зазвичай, більшу) частину інформації з відформатованих носіїв. В процесі форматування також може перевірятися й виправлятися цілісність носія.

## Процес форматування
Форматування носія даних виконується в три етапи:
- низькорівневе форматування;
- поділ носія на логічні диски;
- високорівневе форматування[2].

### Низькорівневе форматування
Це базова розмітка області зберігання даних, яка виконується на заводі-виробнику як одна з останніх операцій виготовлення пристрою зберігання даних.

### Поділ носія на логічні диски
Виконується при необхідності.

### Високорівневе форматування
Високорівневе повне форматування — процес створення головного завантажувального запису з таблицею розділів і (або) структур порожньої файлової системи, установки завантажувального сектора і тому подібних дій, результатом яких є можливість використовувати носій в операційній системі для зберігання програм і даних. У процесі форматування також перевіряється цілісність поверхні носія для виправлення (блокування) дефектних секторів. Існує також спосіб «швидкого форматуванням» (без перевірки носія).
У разі використання, наприклад, операційної системи DOS цю роботу виконує команда format, створюючи головний завантажувальний запис і таблицю розміщення файлів (FAT). Високорівневе форматування виконується після процесу розподілу диска на розділи (логічні диски), навіть якщо буде використовуватися тільки один розділ, який займає весь обсяг накопичувача. У сучасних операційних системах процеси розподілу диска на розділи і форматування цих розділів можуть виконуватися як у процесі установки операційної системи, так і на вже встановленій системі засобами самої системи або утилітами сторонніх виробників, із використанням графічного інтуїтивно зрозумілого інтерфейсу.